# Yirguli
Yirguli (en georgiano: ჯირღული; en abjasio: Џьырҕәыл, romanizado: Yirgul) es una aldea que pertenece a la parcialmente reconocida República de Abjasia, dentro del distrito de Ochamchire, aunque de iure es parte del municipio de Ochamchire de la República Autónoma de Abjasia de Georgia.

## Geografía
Yirguli se encuentra en las estribaciones montañosas de Abjasia, a 30 km de Ochamchire. Las aldea se administra desde el pueblo de Jgerda.  